# 人民党 (叙利亚)
人民党（阿拉伯语： Ḥizb al-Shaʻb）是一个在二十世纪五十年代至二十世纪六十年代代初活跃的叙利亚政党。人民党分裂自国家联盟，由Rushdie Kikhia成立于1948年，总部设于阿勒颇。该党的意识形态主要为阿拉伯民族主义、社会自由主义和民粹主义，政治立场为中左翼。1963年，该党宣告解散。在野期间，主要领袖为Nazim al-Kudsi。近年来，在全国进步阵线正式成员资格要求放宽的情况下，在某种形式上对复兴人民党进行了广泛讨论，但真正复兴人民党还没有实现。

## 延伸阅读
- Commins, David Dean, , Scarecrow Press, 2004  [2017-11-18], ISBN 978-0-8108-4934-1 （英语）
- Sami Moubayed（英语：Moubayed, Sami M.）, , 美国大学出版社（英语：University Press of America）, 2002  [2017-11-18], ISBN 978-0-7618-1744-4 （英语）
- Ro'i, Yaacov, , Transaction Publishers, 1974  [2017-11-18], ISBN 978-0-470-73150-5 （英语）